# Tokuoka Shinsen
Tokuoka Shinsen (japanisch 徳岡 神泉; geb. 14. Februar 1896 in der Kyōto; gest. 9. Juni 1972) war ein japanischer Maler im Nihonga-Stil der Shōwa-Zeit.

## Leben und Werk
Tokuoka Tokijirō (徳岡 時次郎) wurde in der Nähe des Parks Shinsen-en (神泉苑) im Norden von Kyōto geboren: Shinsen wurde später sein Künstlername. Er begann 1909 auf Vermittlung von Tsuchida Bakusen ein Studium der Malerei unter Takeuchi Seihō an dessen Privatschule. 1910 wechselte er zur städtischen Kunst- und Kunstgewerbeschule (京都市立美術工芸学校, Kyōto shiritsu bijutsu kōgei gakkō), fiel durch gute Arbeiten auf, wechselte 1914 zum städtischen Konservatorium für Malerei (京都市立絵画専門学校, Kyōto shiritsu kaiga semmon gakkō) machte dort 1917 seinen Abschluss. Da seine Bilder für Ausstellungen nicht angenommen wurden, verließ er Kyōto und lebte abgeschieden am Fuße des Berges Fuji, bis er 1923 nach Kyōto zurückkehrte.
Auf der 6. staatlichen Kunstausstellung Teiten im Jahr 1925 wurde dann endlich ein Bild von ihm gezeigt. Seine auf der 7. und 10. Teiten eingereichten Bilder „Lotos-Teich“ (蓮池, Hasu-ike) und „Karpfen“ (鯉, Koi) wurden dann mit besonderen Ehren bedacht. Tokuoka wurde später regelmäßig als Jury-Mitglied für die Teiten bestellt.
Nach 1945 stellte Tokuoaka auf den Ausstellungen der Nachfolgerin der Teiten, nun Nitten genannt, aus. Für seine auf der 6. Ausstellung 1950 gezeigten neuen „Karpfen“ erhielt er den Preis der Akademie der Künste. Sein auf der 8. Ausstellung gezeigtes Werk mit dem Titel „Teich“ (池, Ike) erhielt den Preis der Zeitung Asahi Shimbun. 1957 wurde Tokuoka in die Akademie der Künste gewählt, 1966 wurde er als Person mit besonderen kulturellen Verdiensten und zugleich mit dem Kulturorden ausgezeichnet.
Viele von Tokuokas Bilder zeigen das klassische Thema „Blumen und Vögel“ (花鳥図, Kachō-zu) in stiller, schlicht-dekorativer Weise. – Weitere Bilder sind „Rote Kiefer“ (赤松, Akamatsu; 1956), ein fast abstraktes Bild, auf dem zwei rotbraune und eine helle Stange zu sehen sind, und „Abgeerntete Felder“ (刈田, Karita; 1960).
Im Jahr 2012 gab die japanische Post innerhalb der Serie „60 Jahre Nationalmuseum für moderne Kunst Tōkyō und 50 Jahre Nationalmuseum für moderne Kunst Kyōto“ eine 80-Yen-Briefmarke heraus, die das Gemälde Tokuokas mit dem Titel „Im hinteren Park, nach dem Regen“ (後苑雨後, Kōen ugo) aus dem Jahr 1927 zeigt. Dargestellt ist vor einem diesigen Hintergrund ein blühender Pfingstrosenstrauch, unter dem ein Vogel auf einer Steineinfassung sitzt.